# Маттергорн-пік (Колорадо)
Маттергорн-пік (англ. Matterhorn Peak) — гора в американському штаті Колорадо. Вона розташована в районі охороняється природного території Uncompahgre Wilderness, в північній частині гір Сан-Хуан, округ Хінсдейл (англ. Hinsdale County), за 15 км на схід від міста Оурей (англ. Ouray).
Висота Маттергорн-піку — 4142 м над рівнем моря. Гора розташована в гребені між вершинами Веттергорн-пік (англ. Wetterhorn Peak, 4272 м) і Анкомпагрі-пік (4363 м); на 3,2 км на захід від вершини Анкомпагрі-пік.
Маттергорн-пік та розташований по сусідству з ним Веттерхорн-пік названі в честь, відповідно, гір Маттергорн і Веттергорн — двох знаменитих вершин в Альпах. Обидві вершини Колорадо мають форму гострих піків, а їхня форма контрастує з широкою вершиною вищої гори Анкомпагрі-пік (англ. Uncompahgre Peak, за назвою одного з індіанських племен, які тут мешкали — анкомпагрі, що відноситься до народу юта).